# Sušice (okres Uherské Hradiště)
Sušice jsou moravská obec, která se nachází v okrese Uherské Hradiště ve Zlínském kraji. Žije zde 670 obyvatel.

## Historie

### Osídlení v pravěku
Sušická lokalita je nejen nejstarším sídlištěm v okrese (Uh. Hradiště), ale i v celém kraji (Zlínský kraj). Svědčí o tom nálezy neumělých výrobků z nejstarší doby kamenné (asi 80 000 let před Kr.), které byly nalezeny v místní části Kocovy. Tento archeologický výzkum vedl dr. V. Hrubý. Nálezy jsou uloženy ve Slováckém muzeu v Uherském Hradišti.

### Nejstarší dějiny
Písemné prameny jako Codex diplomaticus Moraviae nebo Zemské desky olomoucké jsou poměrně skromné. V případě Sušic jsou nejdůležitějším pramenem vykopávky. Tyto uskutečnil dr. Červinka, který objevil zbytky zemanské tvrze s dvojitým valem. V lokalitě tvrze našel vyspělou keramiku hradištní a raně středověkou. Což znamená, že zde tvrz musela stát v raném středověku, neboť pozdější prameny ze 14. a 15. století o zemanské tvrzi nemluví. Název obce je odvozen od jména Sucha, zemana zdejší tvrze. Sušice byly samostatným statkem v držení jednoho zemanského rodu. Vyvozuje se to z písemných pramenů, vykopávek a také z toho že obec byla ve starších dějinách písemně bez povšimnutí.

### Středověk
Založení Sušic na místě někdejšího staroslovanského hradiště lze klást do 1. pol. 13. století a to po založení obcí Kudlovice a Traplice. Tyto obce musely existovat dříve, proto na Sušice zbyl malý katastr. První písemná zmínka o obci pochází z roku 1344, kdy místní zemanka upisuje velehradskému klášteru lán výnosu jedné hřivny nájmu, s podmínkou, že ji po smrti převezou a pohřbí na Velehradě na náklady kláštera. V roce 1375 se připomíná zeman Dětřich ze Sušic. Roku 1490 Jindřich ze Sušice, který prodává Nedachlebice Jetřichovi z Trčky. Protože malý zemanský statek v Sušicích nemohl obstát v tehdejší hospodářské soutěži, byli zemané nuceni se zadlužovat až museli Sušice prodat. Z největší pravděpodobností Sušice koupil markrabě Jošt Lucemburský (asi 1351–1411), bratr císaře Karla IV., který Sušice přivtělil ku hradu Buchlov, který získal v roce 1407.

### Novověk
Koncem 15. století bylo na cestě z města Kroměříž zbudováno v Sušicích mýto o výnosu 7 kop a 9 grošů ročně. Později bylo mýto přeneseno do Kudlovic na Palaty. Zde se mýto připomíná ještě roku 1634. Pod buchlovským panstvím zůstaly Sušice až do roku 1511. Toho roku dostal panství buchlovské a napajedelské v dědičné držení Arkleb Trnavský z Boskovic jako odměnu jenž mu daroval král Vladislav Jagellonský (1456–1516) za zásluhy o klid a pokoj v zemi, kterou očistil od loupežníků. Roku 1614 se v rozsudku Sušice se zemanským dvorem přisuzují Jiřímu Kuželovi ze Žeravic (což je první historická zmínka o zemanském dvoru v Sušicích). Pozdější osudy zemanského statku a obce jsou spojeny s napajedelským panstvím, což hojně dokládá napajedelský urbář a další písemnosti.
Když v roce 1643, za třicetileté války, táhli Švédové z Kroměříže na Uherské Hradiště, tak ve Vinohrádkách v Sušicích postavili jejich padlému generálu pomník, na němž je vytesáno: EN SIGNUN GROCIS CHRISTI IN NOVO SPES PERENNIS VITAE FUNDATA ORMNE PAX ODSTUPTO. OB1832. PV1877. (Ejhle, znamení kříže, obnoven. Naděje nesmrtelné, životem utvrzena. Zachovej mír, nezáviď!) Další významnější připomínka Sušic je z urbariální fasse z roku 1775, o povinnostech pololáníků robotovat s výčtem jejich odvodů vrchnosti. Za napoleonských válek 1800–1805 byly Sušice sice vzdáleny od válčišť, ale Uherskohradišťsko velmi trpělo průchody vojsk a venkovské obyvatelstvo bylo zatěžováno vzrůstajícím daňovým zatížením na válečné výdaje, o čemž se o Sušicích zmiňují farní písemnosti z roku 1809. Tak nastala po napoleonských válkách nejen v Sušicích veliká bída.
V průběhu 19. století pokračovalo drobení usedlostí, rolníci osvobozovali své syny od vojenské služby, zřizováním samostatných hospodářství. Usedlí obyvatelé se rozvrstvovali podle majetku na sedláky a podsedníky, což se připomíná v Sušicích roku 1845 vceňovacím operátem. Když se hospodář ujal gruntu, přijala ho obec za souseda, jak to vyžadoval starý obyčej a selské právo.

### Povinnosti Sušic k farnímu kostelu
Sušice byly přifařeny k farnímu kostelu obce Spytihněv. Tento kostel, kdysi arcijáhenský, k němuž patřilo celé území někdejší župy, náležel k hradu spytinovskému, již ve 13. století stal se obyčejným farním kostelem. Faru obsazoval velehradský klášter, z čehož se usuzuje, že obyvatelstvo Sušic bylo většinou náboženství katolického. Podrobnější pohled do života farnosti je teprve z roku 1644, kterou sepisuje pro hradišťského děkana Prokopa P. Pavel Mathusius, který zastával současně dvě fary – jalubskou a spytinovskou.

### Školství
Podle smlouvy rektorské dávaly Kudlovice a Sušice 5 a 1/2 měřice rži a peněž po 3 krejcarech od všech sousedů. Škola v Sušicích byla ustanovena od roku 1911. Prvním učitelem byl Leopold Škůrek. Roku 1899 se zmiňují odvody učiteli, podučiteli a učitelce ručních prací s jejich právy a povinnostmi. Nutno podotknout, že rolnictvo považovalo platy učitelů za břemeno.

### Sušický mlýn
Zmínka o mlýně v Sušicích se uvádí roku 1603 jako panském. Kdy byl tento mlýn postaven není známo. Mlýn byl vrchností pronajímán na 3 léta, majitel musel udržovat mlýn a jeho inventář v pořádku, při mletí byl mlynář povinen přednostně mletím vrchnosti a jeho poddaným. Tak se roku 1700 připomíná sušický mlynář Josef Sellig (pravděpodobně Zelík). Roku 1824 byl mlýn dědičně vykoupen, zaplatil za to 130 zlatých. Poslední mletí se datuje do roku 1848. Poslední mlynář byl A. Vavříček.

## Současnost v obci
Poslední zastupitelstva se soustředila na obnovu obce a její kulturní rozvoj. Zejména opravou a technickým obnovením víceúčelového hřiště s moderním tenisovým kurtem, celkovou rekonstrukcí budovy bývalé školy, ve které sídlí obecní úřad a společenský sál, vysprávkou kaple Panny Marie, rekonstrukcí hasičské zbrojnice, smírčích a pamětních křížů v obci. Z oblasti společenského života v obci jsou nejvýznamnější hody, které byly obnoveny po 41 letech, dále sušická pouť, masopust a masopustní zábava, dětský den, večerní zábavy na hřišti a vánoční besídka. Sušičané se také, již tradičně, zúčastňují Slováckých slavností vína a otevřených památek v Uherském Hradišti v krojovaném průvodu. Sport zastřešuje TJ Sokol Sušice, družstvy mužů a dorostu. Z občanských spolků je nejvýznamnější Sbor dobrovolných hasičů a občanské sdružení Ženy-tradice-dědictví. V neposlední řadě je místní lidová knihovna s veřejným internetem. Obec Sušice je členem sdružení obcí Severní Chřiby a mikroregionu Staroměstsko. Plánované je také připojení na cyklostezku podél Baťova kanálu, cyklostezkou Sušice - Huštěnovice.

## Symboly obce
Symbolika obecního znaku a praporu
Figura obilního snopu představuje heraldizovaný přepis starého razítkového znamení obce z 19. století, symbolizujícího zemědělskou tradici obce a její venkovský charakter. Figura vinných hroznů je reflexí staré pečeti obce s obvazem hroznu vinné révy a připomíná tedy historickou vinařskou tradici regionu. Figura lilie odkazuje na někdejší majitele obce - rody ze Sušic a ze Zástřizl - a na Mariánskou kapli v obci.
Znak obce Sušice
V modro-červeně sníženě děleném štítě nahoře zlatý vyrůstající obilný snop provázený dvěma stříbrnými vinnými hrozny, dole k snopu přiléhající dolní polovina stříbrné lilie Barevné řešení znaku: • zlatá = přirozená barva obilného snopu • zlatá + modrá = venkovský charakter obce (zlatá pole pod modrým širým nebem) • modrá = Mariánská kaple, vodní tok, mlýn • stříbrná + červená = erb rodiny ze Sušic
Prapor obce Sušice
List tvoří dva vodorovné pruhy, modrý a červený, v poměru 3 : 2. Do modrého pruhu vyrůstá žlutý obilný snop provázený dvěma bílými vinnými hrozny, ke kterému přiléhá v červeném pruhu dolní polovina bílé lilie. Průměr šířky k délce listu je 2 : 3.

## Pamětihodnosti
- Kaple Panny Marie
- Smírčí kříž
- Sušický mlýn
- Zbytky zemanské tvrze

## Galerie

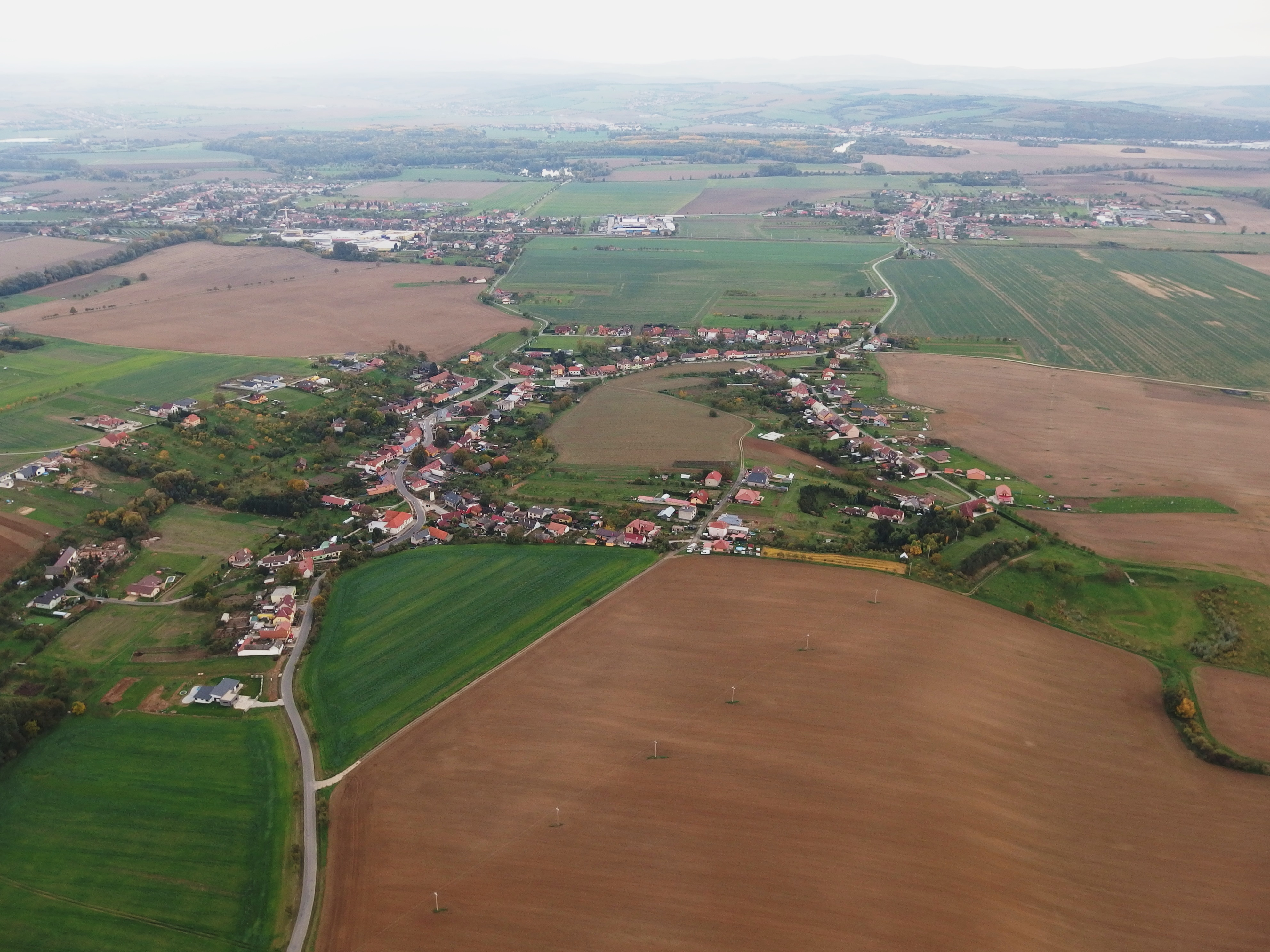
Letecký pohled
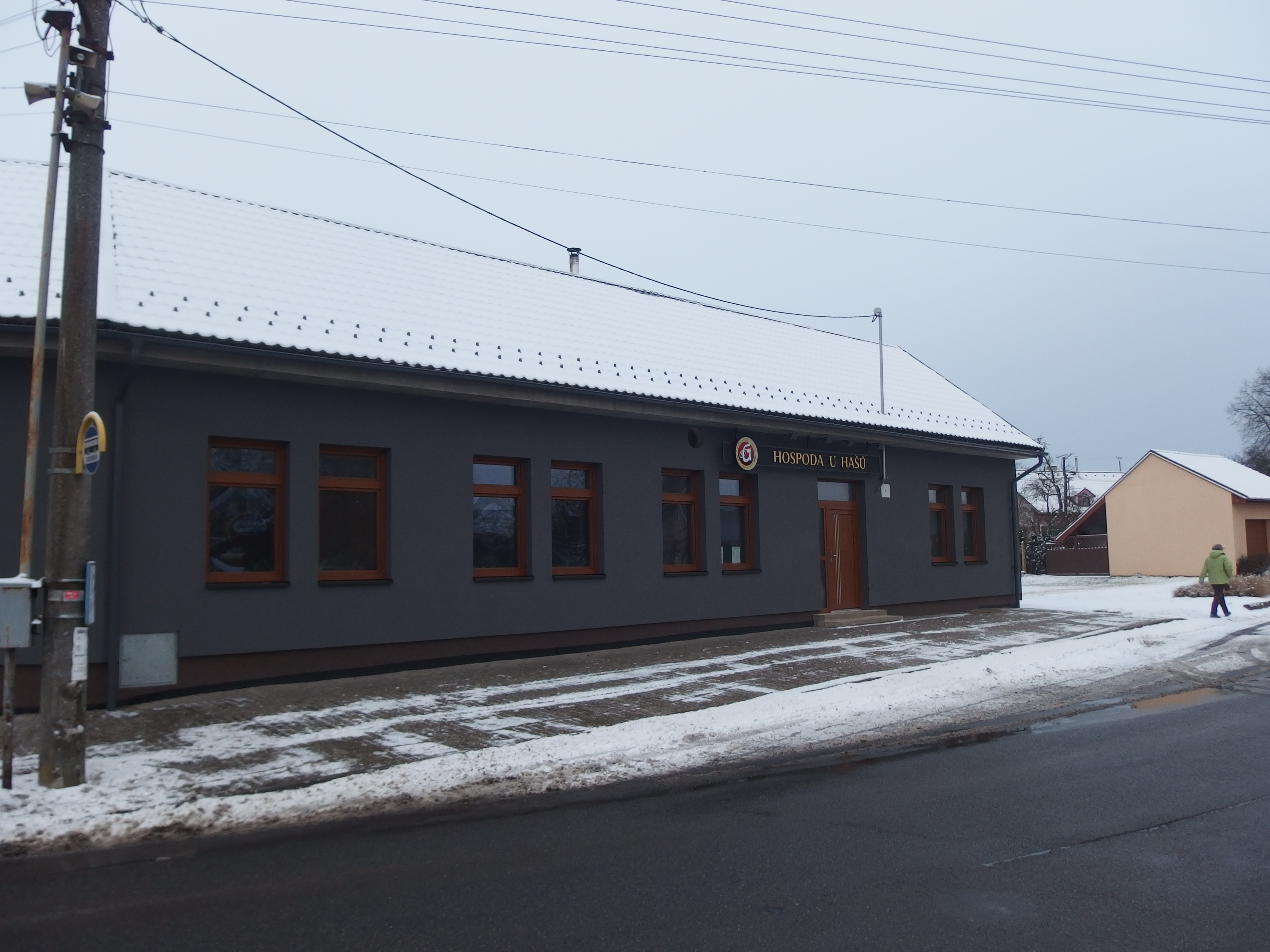
hospoda U Hašů
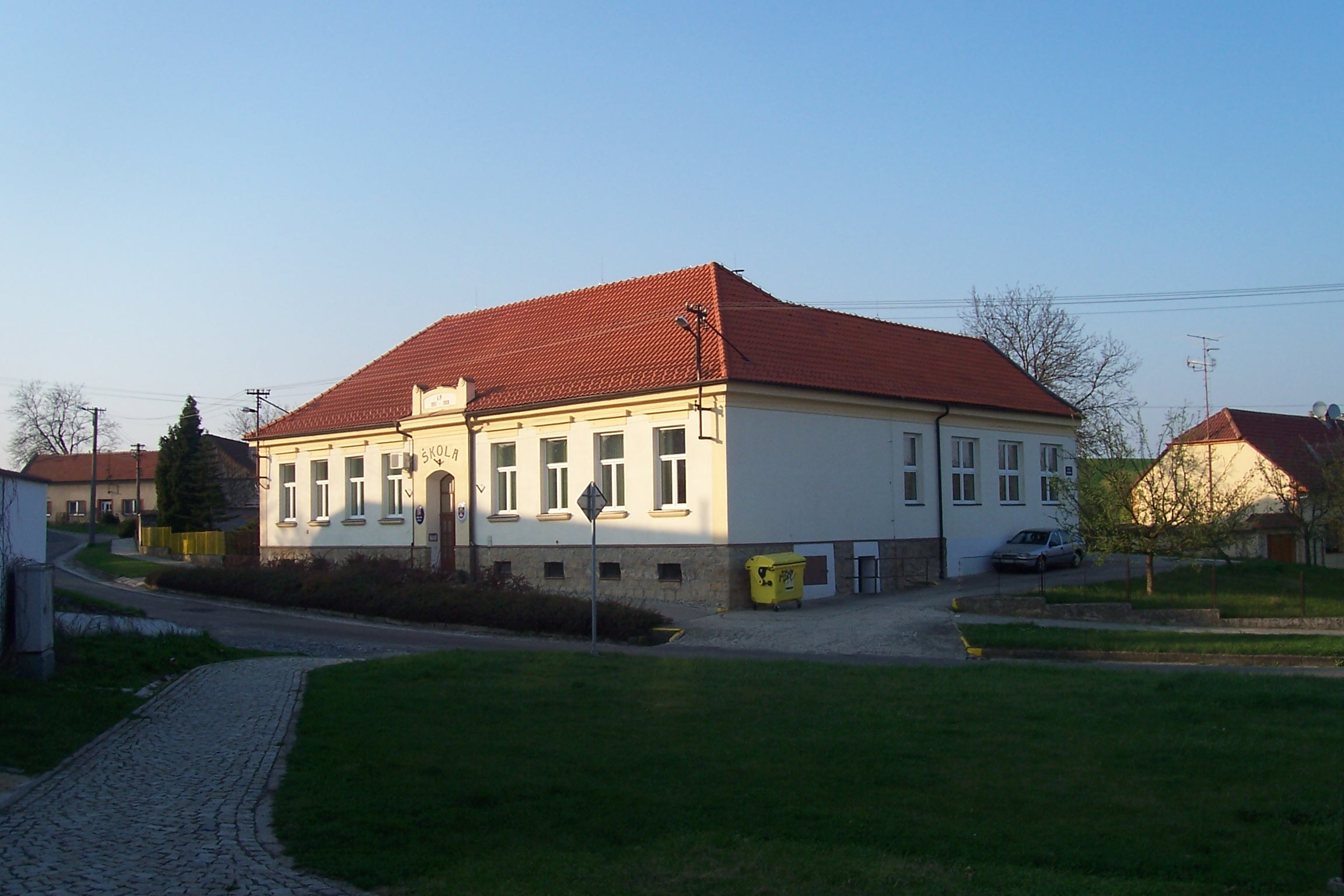
Bývalá škola, dnes obecní úřad
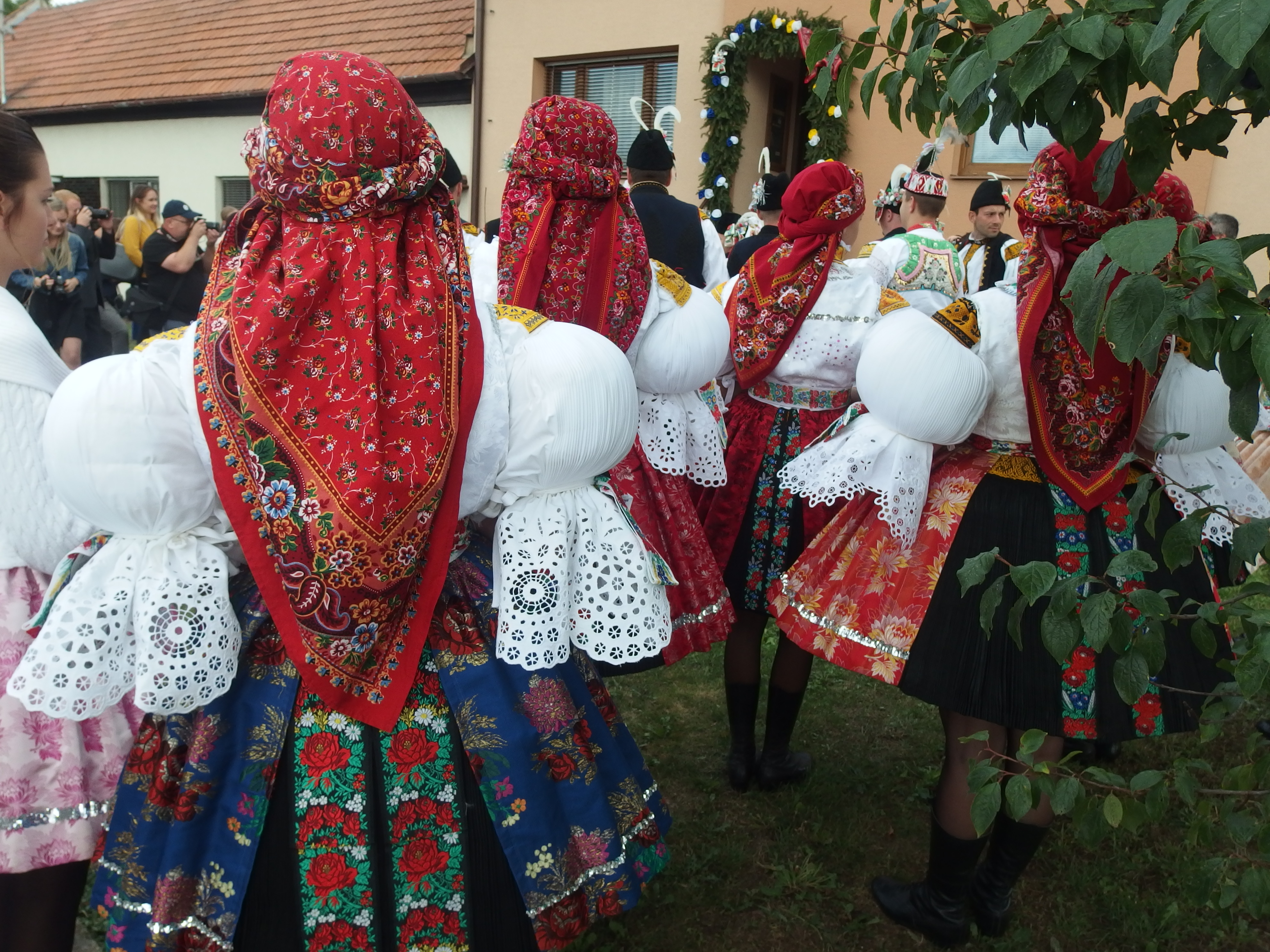
Kroje (hody září 2017)